# Panaretella zuluana
Panaretella zuluana là một loài nhện trong họ Sparassidae.
Loài này thuộc chi Panaretella. Panaretella zuluana được George Newbold Lawrence miêu tả năm 1937.